# Блэкстон, Милтон
Милтон Блэкстон (англ. Milton Blackstone, настоящая фамилия Бланкстайн, англ. Blankstein; 1894, Нью-Йорк — 1974, Торонто) — канадский альтист.
Жил в Торонто с 1911 г. Учился в Канадской академии музыки у Луиджи фон Куница и играл вторую скрипку в возглавляемом им Квартете Академии (1912—1914 и 1921—1924). С распадом квартета Блэкстон стал одним из основателей Харт-Хаус-квартета (1923), в котором играл до 1941 г., одновременно выступая в роли менеджера коллектива.